# Cross-match
Il cross-match o cross-matching è parte della serie di passaggi dei test di compatibilità del sangue e dei tessuti, e consiste nel testare, prima di una trasfusione, se il sangue del donatore è compatibile con il sangue del destinatario previsto, o anche per determinare la compatibilità nel trapianto di organi.
La compatibilità è determinata dall'abbinamento di diversi sistemi di gruppi sanguigni, i più importanti dei quali sono il sistema AB0 e sistema Rh, e/o testando direttamente la presenza di anticorpi contro gli antigeni in un campione di sangue o di altri tessuti del donatore.
In medicina trasfusionale il siero del paziente viene testato con i globuli rossi del donatore per accertarsi dell’assenza di reazioni immunitarie. In chirurgia dei trapianti si pongono a contatto i linfociti del donatore con il siero del ricevente, valutando la presenza di anticorpi contro gli antigeni HLA del donatore, condizione che può essere stata causata da precedenti trasfusioni, trapianti o gravidanze.
Il cross-match viene eseguito da un tecnico di laboratorio. Può essere fatto elettronicamente con un database se un paziente è stato precedentemente testato, oppure sierologicamente mediante test fisici. I test più semplici possono essere utilizzati per determinare solo il gruppo sanguigno o per selezionare solo gli anticorpi (test di Coombs indiretto).